# رائد الحمدان
رائد بن ناصر بن حمدان الحمدان (ولد عام 1381هـ - توفي 21 ربيع أول 1414)، لاعب تنس طاولة سعودي، كان أحد أبرز لاعبي تنس طاولة في تاريخ اللعبة بالمملكة. وكان ممثل العرب الوحيد في أولمبياد برشلونة 92 ، وممثل المملكة في 6 بطولات لكأس العالم. ظلت إنجازاته الدولية والمحلية شاهدة بعد رحيله على ذلك وأبرزها فوزه بذهبية فردي العرب 3 سنوات متتالية وهو نجاح لم يتمكن أي لاعب عربي من تحقيقه آنذاك. متزوج وله 4 من الأبناء.

## حياته
برز النجم الراحل كواجهة رياضية مشرفة لوطنه منذ عام 1395هـ أبرزها فوزه بذهبية فردي العرب 3 سنوات متتالية، وكانت آخر مشاركاته تمثيل المملكة العربية السعودية بدورة الألعاب الأولمبية ببرشلونة عام 1412هـ.
وفاز بجائزة الرياضي المثالي على مستوى المملكة عام 1400هـ.
شارك ضمن فريق نادي الرياض لكرة الطاولة منذ التحق بالنادي عام 1395ه وحتى عام 1410ه وحقق خلالها نتائج متقدمة لناديه ببطولات المملكة التي تقام كل عام على مستوى العمومي والناشئين، واعتباراً من عام 1411ه انتقل إلى فريق النادي الأهلي بجدة وحقق لناديه (ضمن أعضاء الفريق) بطولة الدوري الممتاز لعامين متتاليين 1411ه، 1412ه.

### على المستوى الخليجي

#### المنتخبات العمومية
- بطولة منتخبات العمومي لدول مجلس التعاون الأولى 1402ه بالسعودية.
- بطولة منتخبات العمومي لدول مجلس التعاون الثانية 1403ه بالبحرين.
- بطولة منتخبات العمومي لدول مجلس التعاون الثالثة 1403ه بالكويت.
- حقق خلال البطولات الثلاثة (ضمن المنتخب السعودي) المركز الأول في مسابقة الفرق.

#### بطولة أوائل الأندية الخليجية أبطال الدوري
- البطولة السادسة بجدة عام 1412ه حقق ضمن فريق النادي الأهلي المركز الأول.
- البطولة السابعة بالإمارات العربية عام 1413ه حقق ضمن فريق النادي الأهلي المركز الأول.

### على المستوى العربي

#### البطولات العربية
- البطولة العربية السادسة (ليبيا) عام 1398ه
- حقق المركز الأول في مسابقة الفردي (ناشئين).
- حقق المركز الأول في مسابقة الفرق (ناشئين).
- البطولة العربية السابعة (سورية) عام 1400ه
- حقق المركز الأول في مسابقة الفرق (رجال).
- البطولة العربية الثامنة (بالمغرب) عام 1402ه:
- حقق المركز الأول في مسابقة الفردي (رجال).
- حقق المركز الأول في مسابقة الفرق (رجال).
- حقق المركز الأول في مسابقة الزوجي (رجال).
- البطولة العربية التاسعة (بالأردن) عام 1404ه
- حقق المركز الأول في مسابقة الفردي (رجال).
- حقق المركز الثاني في مسابقة الفرق (رجال).
- البطولة العربية العاشرة (بتونس) عام 1406ه
- حقق المركز الأول في مسابقة الفردي (رجال).
- حقق المركز الأول في مسابقة الفرق (رجال).
- البطولة العربية الثانية عشرة (بسورية) عام 1411ه :
- حقق المركز الثاني في مسابقة الفرق (رجال).

#### بطولة كأس الاتحاد العربي الفردية
- بطولة كأس الاتحاد العربي الأولى بالمغرب عام 1407ه
- حقق المركز الثاني.

#### بطولة الأندية العربية أبطال الدوري
- البطولة الثالثة للأندية العربية أبطال الدوري بالإسكندرية عام 1411ه : حقق ضمن فريق النادي الأهلي المركز الثالث.
- البطولة الرابعة للأندية العربية أبطال الدوري بالجزائر عام 1412ه : حقق ضمن فريق النادي الأهلي المركز الثاني.

### على المستوى القاري
مثل المملكة العربية السعودية ضمن المنتخب الوطني في البطولات الدورية التي نظمها الاتحاد الآسيوي لكرة الطاولة منذ نشأتها عام 1397ه وحتى الآن.

### على المستوى العالمي
مثل المملكة العربية السعودية (ضمن المنتخب الوطني) في بطولات العالم التي أقيمت منذ البطولة رقم (34) والتي اقيمت ببرمنجهام بانجلترا عام 1397ه وحتى البطولة رقم (39) والتي أقيمت بنيودلهي بالهند عام 1407ه

### على المستوى الأولمبي
اختتم حياته الرياضية بتمثيل المملكة العربية السعودية في دورة الألعاب الأولمبية والتي أقيمت ببرشلونة عام 1412ه بعد أن اجتاز التصفيات التمهيدية لدول منطقة غرب آسيا وكان الممثل العربي الوحيد عن هذه المنطقة بالدورة المشار إليها.

### إنجازات أخرى
- حاز على المركز الأول في مسابقة اللاعب المثالي والتي نظمها الاتحاد السعودي عام 1400ه على مستوى المملكة.
- رشحته اللجنة الأولمبية العربية السعودية لجائزة اللعب النظيف لعام 1412ه ممن خدموا الحركة الرياضية ولهم بصمات واضحة في هذا الحقل.

## وفاته
وافته المنية مساء يوم الثلاثاء 21 / 3 / 1414 هـ بعد صراع طويل مع المرض.